# Zamek Starý hrad
Zamek Starý hrad – zamek we wsi Nezbudská Lúčka w północnej Słowacji, w dolinie Wagu u północnych podnóży Małej Fatry, obecnie w ruinie. 
Ruiny zamku można zwiedzać, prowadzi przez nie główny czerwony szlak turystyczny Małej Fatry, można też do węzła szlaków w Podhradském (po północnej stronie zamku) podejść szlakiem niebieskim.

## Historia
Najstarsze znane źródła o tym zamku pochodzą z 1267 r, wówczas nazywał się on zamkiem Varin (hrad Varin). Z tego najstarszego okresu pochodzi zachowana do dzisiaj  wieża obronna. Zamek zbudowany został na skałach w miejscu, w którym trakt handlowy przechodził brodem z prawej strony Wagu na jego lewy brzeg. Zadaniem zamku była ochrona tego traktu oraz pobieranie myta od podróżujących nim.Później, gdy wybudowano na drugiej stronie Wagu Zamek Strečno, stracił znaczenie i zaczęto go nazywać  Starým hradem.
Najpierw zamek był własnością przodków rodu Balassych, potem stał się własnością Mateusza Czaka (słow. Matuš Čak). Podobno było to bezprawne przejęcie i po śmierci Czaka zamek znów wrócił w posiadanie rodu Balassych, a później króla. W XIV wieku na zamku stacjonowało wojsko, i wówczas został on rozbudowany; wybudowano na potrzeby żołnierzy kilka budynków mieszkalnych i gospodarczych. W roku 1397 kasztelanem zamku był polski rycerz Piotr Wągl, który dzierżył go w imieniu Ścibora ze Ściborzyc. W XV wieku zamek stał się własnością rodu Pongráczów, którzy w latach 1529-1553 prowadzili wojnę z Zamkiem w Strecznie. W XV w. wybudowali w jego górnej części piętrowy pałac w stylu gotyckim i zamieszkiwali go do XVI wieku, później przenieśli się do obronnego kasztelu w Krasňanach. Jeszcze do początku XVII wieku w Starým hradzie przebywali wartownicy. Później jednak, gdy opuścili go, zamek zaczął popadać w ruinę.

## Szlaki turystyczne
Nezbudská Lúčka – Podhradské – Starý hrad – Plešel – Chata pod Suchým – Príslop pod Suchým – sedlo Vráta – sedlo Priehyb
  Nezbudská Lúčka – Podhradské – Chata pod Suchým